# Jeroným Hirnhaim
Jeroným Hirnhaim (17. května 1637 Opava – 27. srpna 1679 Klášter Hradiště) byl filozof, teolog, opat strahovského kláštera, generální vikář a řádový vizitátor premonstrátů v zemích koruny české.

## Život
Hieronymus Hirnhaim von Elsenberg se narodil dne 17. května 1637 v Opavě v tehdejším Opavském knížectví, jež bylo Matyášem Habsburským dědičně svěřeno v léno Karlovi I. z Lichtenštejna. Hirnhaim studoval na latinských jezuitských školách v Opavě. V roce 1658 vstoupil do řádu premonstrátů v Praze a stal se doktorem teologie. Až do roku 1670 vyučoval v kněžském semináři a Norbertinu v Praze. Dne 14. ledna 1670 byl zvolen opatem premonstrátského kláštera v Praze na Strahově a v této funkci zůstal až do své smrti. Zemřel dne 27. srpna 1679 v obci Klášter Hradiště.

## Vizitace a budování
- Často cestoval a vykonával vizitace v těchto premonstrátských klášterech: Hradisko u Olomouce, Želivský klášter, Klášter Teplá, Loucký klášter, Zábrdovický klášter a klášter v Nové Říši. Urovnával spory a předsedal volbám opatů.
- Na jeho příkaz byl nad konventním refektářem strahovského kláštera postaven teologický sál dle návrhu a pod vedením Giovanniho Domenica Orsiho. Současně se založením klášterní knihovny nechal pořídit i katalog knih a postaral se o sepsání knihovního řádu.
- Za 12 tisíc zlatých prodal dvůr ve Velkých Popovicích a za utržené peníze dal při Norbertinu postavit kostel svatého Norberta. V Norbertinu založil v roce 1674 katedru církevního práva. Prvním profesorem katedry se stal jeho žák a pozdější opat strahovského kláštera – Hyacint Hohmann.
- V Bazilice Nanebevzetí Panny Marie dal na žádost nejvyššího purkrabího Bernarda Ignáce Jana z Martinic zřídit oltář Panny Marie Pasovské.[1]

## Dílo
- Kwjti Hory Syonské, Aneb Rozgjmánj Duchownj, Na každý Den přes celý Rok rozdělený: Wnichžto Prawydlo prospěssné k wěčnému Spasenj gednomu každému Stawu se předstirá a vkazuge.[2]

Původně latinský spis přeložil do češtiny Milo Hubatius a roku 1721 jen vytiskl Karel Josef Jeřábek ze Starého Města pražského. V meditacích „sionského kvítí“ pro každý jednotlivý den rozjímali strahovští řeholníci ještě v druhé polovině 19. století.
- K dílu Jana Marcuse Marci se Hirnhaim stavěl kriticky. Podle něj je vědecké poznání pohromou a mravním zlem a víra je jediným zdrojem pravého poznání. Nejhlubšího poznání a vědění se nabývá modlitbami a rozjímáním.[1]